# 鶺鴒女神
《鶺鴒女神》是日本漫畫家極樂院櫻子所作的日本漫画作品。2004年作為創刊號作品在史克威爾艾尼克斯旗下的月刊《GANGAN YG》上開始連載，後因該月刊僅出三個月就改名，因此在改名後的新月刊《YOUNG GANGAN》從第一話開始重新連載。2015年完結，單行本全18卷。
2017年，極樂院櫻子以《鶺鴒女神 她不在的365天》（日语：セキレイ 彼女のいない365日のこと）的標題在月刊《YOUNG GANGAN》開始重新連載，描繪鶺鴒計畫結束後，結為了維持鶺鴒們的穩定而被迫長期滯留在高空中的蒿天，到御中社長成功修復當初鶺鴒們來到地球時乘坐的宇宙飛船，把結接下來的這一年間，各方葦牙與鶺鴒們的生活。2018年完結，並以《鶺鴒女神》第19卷的名義發行單行本。
电视动画第一季於2008年7月至2008年9月播放，第二季于2010年7月开始播放。

## 剧情简介
19岁的主人公佐橋皆人考了两次大学都没考上。他没有好朋友，更没有女友。突然在他面前出现了巫女装束的巨乳美少女。这个名叫“结”的少女後來因为饥饿昏倒后，皆人给了她一些吃的。少女对他产生了好感，透過接吻等的黏膜接觸，使他成为自己的伙伴（称为“葦牙”）。原来少女是“鶺鴒计划”的参加者，这个计划是要让108位鶺鴒互相残杀，直到剩下最后一个鶺鴒，这个鶺鴒可以和她的伙伴一起支配世界的命运。

## 人物介绍
※擔當聲優順序為 廣播劇CD版 / 電視動畫版。

### 「北」陣營

#### 佐橋皆人與他的鶺鴒
佐橋皆人（聲：立花慎之介 / 同左）
173cm　59kg
本作品的主角。19歲。是一個廢柴，由於嚮往都市而從和歌山的老家來到東京，報考新東帝都大学連續落榜2次。在失意的回家路上偶然遇到被光＆響追殺的結；他將結羽化後從御中廣人那裡得知自己作為葦牙與其他關於鹡鸰的事情。由於與結同居的事情被房東趕出原來的宿舍，經過遍尋不着新居的情況後在命運的引導下住進了出雲荘的202號室。對於出雲莊基本上全是自己的鶺鴒有一點點的罪過。到現在仍是處男。
性格溫柔。由於父親行蹤不明的關係，從小就在母親、祖母、妹妹所組成的女性家族中成長，在女性居多的家中沒什麼地位，再加上對女性缺乏免疫力，光是見到裙子裡面的春光就會噴鼻血以及是大好人和說話的態度是謙卑得像是碰到地上一樣，就算吵架也會在未開始吵之前就已經先認輸了一樣，但在重要時刻會變得十分果斷。從漫畫第一百話中御中廣人與佐橋高美的對話幾乎說明了御中廣人是他的父親；漫畫單行本第11卷中的卷未附錄4格漫畫也得知御中是他的父親。事實上他從小學、中學到高中成績水準一直都非常頂尖，擁有用新東帝都大學入學考古題增加難度後的模擬測驗卷全部正解的實力（松收集考古題後做出來的測驗卷），卻由於某些原因無法發揮真正的實力（其中一個原因是過份地缺乏自信），不會游泳。在漫畫50話中被風花說「身上吹出來的風雖然不可靠，但是卻十分溫柔」。
作為鶺鴒計劃的相關者有守秘義務，禁止向第三者洩漏計劃內容。目前是六位鹡鸰的葦牙，被一部分的葦牙稱呼「北之葦牙」。
在漫畫52話中得知其母親也是M・B・I的人。
在漫畫157話中從冰峨口中得知其父親就是御中廣人，而皆人身邊的鶺鴒及身邊的人基本上全都知道的，由香理應該是小時候就知曉的，風花本来就知道，焰从高美的态度隐約察覺到的，草野是由高美口中得知，松應該是和風花一樣本來就知道的，基本上應該只有結及月海可能未知。
曾被結在使用祈禱語後的飛行能力過快令其和鶺鴒失散因而認識了懲罰部隊的葦牙－壹之宮夏朗。
結（聲：川澄綾子 / 早見沙織）
161cm 48kg　B-97 W-58 H-89
本作品的女主角。編號No.88。佐橋皆人最初羽化的鶺鴒（漫畫單行本第1卷第壹話）。活潑系的美少女，擁有本作品中數一數二的巨乳。平時穿著迷你裙風格巫女服裝之外還有從佐橋由香里拿到的舊體操服與運動短褲（因為行動方便），也會有穿由香理買的及鈿女給的女僕裝的時候。長長的黒髪束成一條馬尾並且有一根呆毛。
性格是明朗快活的天然呆以及討厭失敗。欠缺羞恥心、對自己裸體的情況不以為意而被美哉斥責。相當好戰但是對弱者很溫柔而且不允許虐待弱者的人。在漫畫單行本第1卷第3話（並不是第參話）中得知結十分喜歡看電視（因在鹡鸰計劃開始前都是在島上生活，所以只能靠電視來知外面的世界既事情）。
拳系（近戰格鬥系）的鶺鴒，擁有強大的怪力＆機動力＆體力（月海稱她為「體力笨蛋」）。非常會吃的大胃王，得意料理是特製的超大份量咖哩，似乎是只會煮咖哩飯。在漫畫51話中，因為能量用盡而不能動彈。原本和皆人一起住同一間房，但被美哉分房而現在和月海一起住在204號室。已經和皆人接吻了4次，但后来作者更正为接吻了5次。
發自內心的重視皆人，這樣直接的態度對皆人的身心都造成了相當的影響。可是月海的加入以及皆人與月海間發生的事情，使她不動聲色的在心中燃起巨大的忌妒心（這個時候在她背後會出現巨大的黑熊影子）。
原本是和月海一起買東西比賽的（比賽的勝利品是能坐在皆人身邊吃飯），但現在風花也參加了，因此現在是買東西比賽的種子選手。
似乎是因為結女的關係而與懲罰部隊的鴉羽很熟。二人之間有「要殘留到最後剩下我們兩個做最後的決鬥」的約定。然後為了取得勝利，且將全部戰敗的鶺鴒解放為目標每天接受美哉的特訓。本來小時候已不能生存，但接受了結女的鶺鴒基幹而生存下去了。因為和鴉羽很熟，因此知道了很多M・B・I增設給鶺鴒用的娛樂設施（鴉羽每次來找結說有新的設施時，鴉羽也是做完懲罰任務，因此鴉羽全身也是濺了其他鶺鴒的血）。
第參階段第參回合皆人所選的鶺鴒。
專用祈禱語：「我的誓約之拳，葦牙將會打碎災禍」，絕招為「熊拳」及「熊流星」，目前除了用於飛行和消除No.43夜見的鶺鴒紋以及一拳打敗No.86葛城外還不知有無其他攻擊效果，在漫畫88話中得知如果飛行速度過快，如有載人的話，被載的人會感受到G力因而視野變暗（Black Out），要是一直持續這樣的狀態，就會發生Loss of Consciousness（喪失意識）。曾因在戰鬥時把皆人弄丟了而傷心過度而令能力大幅上升。
在與懲罰部隊-紅翼戰鬥後曾一度陷入死亡狀態，卻意外以No.08結女的身份復活，事後恢復平常模樣時卻失去此時的記憶，這段還是未解之謎。
招式「熊拳」、「熊流星」、「熊掌」、「熊踢」
草野（聲：田村ゆかり / 花澤香菜）
108cm 17kg　B-57 W-57 H-57
初登場在漫畫第參話，後和皆人正式見面在漫畫3話。
皆人的第二位鶺鴒（在漫畫第10話被羽化）「綠之少女」也是最後一號，編號No.108。穿著白色連身裙的小女孩，暱稱為小草。擁有能讓植物急速成長的能力，可瞬間讓植物園叢林化。能與植物交談或是透過草木來跟葦牙溝通。精神感應十分強，但在鶺鴒之間只算是「預知」。為了保護自己隨身帶著小盆栽，有事的時候能用來威嚇對手。理想是長大後當皆人的新娘。不時穿鈿女所送的鶺鴒及老鼠玩偶裝。
小時候在羽化之前過著非常寂寞恐懼的生活。非常喜歡皆人與大家，討厭吵架，在出雲莊住戶發生爭執時是除了美哉以外可以瞬間控制局面的角色。
平時和美哉一起睡在一樓的房間，但多數也會在深夜走回皆人的房間。
因為在眾人的眼中還是小孩，所以就不用參加買東西比賽就已經有皆人右邊的位置。
在漫畫170話中首次使用專用祈禱語。
專用祈禱語：「我的誓約之命，將葦牙願望呼喚成真」。能讓一定範圍中肉體失去機能但尚未完全死亡的鶺鴒完全康復，屬於治療系，缺點是無法控制治療對象，敵我皆會獲益。
招式「綠色輕飄」
松（聲：松岡由貴 / 遠藤綾）
161cm 47kg　B-95 W-59 H-91
初登場在漫畫第參話，後和皆人正式見面在漫畫15回。
皆人的第三位鶺鴒，漫畫第16話被羽化。編號No.02。以圓眼鏡為招牌特色的美女。初代懲罰部隊成員。通常穿著實驗服。由於從M・B・I的手中帶著神器逃脫所以被M・B・I 追捕，目前被美哉藏在出雲莊的201號室（秘室）。愛稱皆人為皆皆。
自稱『軍師』。被稱為色欲魔人（エロ魔人）。從她的言行很難想像她是非常厲害的駭客，連超級大國的軍事衛星都能入侵。由於入侵M・B・I的超極秘資料庫，對於鶺鴒、葦牙以及鶺鴒計劃的相關知識非常豐富，松本身可以隨心所欲的入侵任何她想侵入的電腦系統和電子設備，任何電腦密碼在她面前形同虛設，但只能單方面的讀取不能做任何改變，需要靠電腦輔助或祈禱文才能逆向改變，因此她的房間裡放著許多個人電腦，也在自己的乳溝中放了一部超小型電腦，在這裡觀察帝都與鶺鴒的行動，提供皆人與同伴各式各樣的支援。有非常強的知識欲，也被稱為知識欲魔人，為初代懲罰部隊成員。
在皆人的正妻争奪戰中與其他3位鶺鴒處在不同的立場，總是在一旁旁觀像是在看連續劇一樣，所以也沒有參加買東西比賽，為了跟皆人做「實驗」常常偷襲或是夜襲他而被美哉警告。自稱是智之鶺鴒。
現在因為長期在黑暗及隱蔽的房間生活，所以一旦出現在有會和陽光接觸的地方就會開始頭暈。
在漫畫165話中首次使用專用祈禱語。
專用祈禱語：「我的誓約之智，賜葦牙知世界之識」。啟動祈禱語後便可不需要電腦輔助即可操作任何的電腦和電子儀器。
月海（聲：田中理恵 / 井上麻里奈）
165cm 47kg　B-94 W-57 H-88
初登場在漫畫第參話，後和皆人正式見面在漫畫21話。
皆人的第四位鶺鴒，在漫畫第23話被羽化。編號No.09。使用古文式的說話方式、性格也很有古代風味的金髮美女。本來非常討厭葦牙，有考慮過見到自己的葦牙後要親手殺了他。理由是「因為人類是下等的猴子」，其實是因為對與葦牙「交合」這件事感到非常害羞。目標是成為最強的鶺鴒，以及證明自己不需要葦牙，不過被皆人羽化後改變為想與皆人永遠在一起，非常典型的傲嬌。
除了平時穿著的衣服外，在幫美哉打掃時會穿鈿女給的僕服裝（平時所穿的衣服因為經常飄來飄去而不方便幫手打掃）。原是和皆人一起住同一間房，但被美哉分房而現在和結一起住204號室。
本來是和小結一起買東西比賽的，但是因為風花也參加了，所以就和風花比賽，勝利之後再和結比賽（比賽的勝利品是能座在皆人身邊吃飯）。廚藝不太行（能切傷差不多一半的手指）。
能力是操縱水，在鶺鴒中實力很強，在羽化前就能將襲撃而来的光與響擊退，與懲罰部隊也能平分秋色。視焰為對手，但是入住出雲莊後卻完全沒發現篝的真面目（在漫畫60話才發現篝=焰）。如想阻止已經發射中的攻擊的話，自身會說「滅水」來阻止攻擊。雖然能力是水，但是就不識得如何把水變成像水橋等這些雜耍。
羽化後在出雲莊的眾人面前做出正妻（大老婆）宣言，總是叫結為妾點燃了皆人的正妻争奪戰的火種。可是由於戀愛的情敵太多以及皆人並不是只注意自己，心中感到不安。
第參階段第參回合皆人所選的鶺鴒。
專用祈禱語：「吾的誓約之水，葦牙將會洗滌污穢」。使用祈禱語後首先會產生水擊「潮滿珠」的水珠（這些「潮滿珠」是很多及十分大的），期後再詠唱「暴風雨來襲，浪頭高漲，轉瞬間潮滿。」之後「潮滿珠」就會及生變化而成為絕招「終未之海」，月海曾用「終未之海」對抗織刃使用祈禱語後的絕招「斬月之舞」，在漫畫167話中月海使用祈禱語後的招式為「海神之宴」。
招式「水祝」、「水龍」、「水劍」、「水矢」、「八岐大蛇」、「水之柵欄」、「瀑布之盾」、「水縛」。得意技「水龍按摩浴」
與焰的聯手技是「蒸氣爆龍」
風花（聲：- / 野上尤加奈）
170cm 53kg　B-98 W-60 H-92
初登場在漫畫第參話，後和皆人正式見面在漫畫35話。
皆人的第五位鶺鴒，在漫畫第50話被羽化。編號No.03。穿著緊身衣的妖艶美女。初代懲罰部隊成員。比起戰鬥她比較喜歡喝酒。過去希望能成為御中廣人的鶺鴒不過卻被拒絕了因而離開懲罰部隊，在展開傷心之旅時走到一半就變成了全國美食和當地美酒之旅。對鶺鴒計劃失去興趣而離開了出雲莊。可是在與皆人見面後對與御中廣人有相似容貌的皆人感到興趣（暗示御中廣人有可能是皆人兄妹的父親）。在與懲罰部隊的戰鬥後認同皆人，讓皆人將自己羽化後回到出雲莊。
能力是操縱風，擁有在羽化前便能輕易的從月海那逃走、輕易的觸碰到鈿女背後鶺鴒紋的高強實力。以「鶺鴒是為愛而活的」作為信條，選擇皆人為新的情人。在漫畫37話中得知風花識得隱身。
現在也有參加買東西比賽。
專用祈禱語：「我的誓約之風，葦牙將會吹散暗雲」，絕招名稱為「花嵐」，能夠產生大風，曾用此招將鷸遙和久能送過斷橋的對岸。
招式「花隱」、「花旋風」、「風之太刀」
與焰的聯手技是「炎嵐」
焰（聲：平田宏美 / 甲斐田幸）
173cm 53kg　B-82 W-61 H-81
初登場在漫畫第壴話，後和皆人在漫畫2話正式見面。
皆人的第六位鶺鴒，在接吻完畢成功被羽化。編號No.06。平時的職業是牛郎。藝名是篝（かがり），牛郎店的No.1。平時穿著黑服，作為鶺鴒活動時戴著面罩。煩悶時有抽菸的習慣。在漫畫第15回中得知焰不喜歡吃波菜。與美哉是朋友；與高美是鶺鴒計劃情報交換的合作関係。被月海單方面認為是對手。為了妨礙鶺鴒計劃而對御中廣人做出「必殺」宣言。最初在對皆人有鴒紋反應時也是和月海一樣感到十分氣憤。對於皆人的愛也是和其他人一樣，但就因為自己的性格及其他人的動作太勇若而只能深深地嘆氣，最近因皆人同其他5人的連動多了而開始不爽了。
能力是操縱火，自稱是鶺鴒的守護者（ガーディアン）、為了保護未羽化的鶺鴒不被不當的襲擊者襲擊而不分日夜在新東帝都巡邏。戰鬥能力很強，被評價為未羽化中最強。事實上對上光＆響及月海都是很辛苦才擊退她們。
有從浅間建人那裡誕生後稱他是鶺鴒的原型的回憶事件，因此他的能力非常的不安定。曾經一度因為自己的能力失控而差點自滅。而且他的身體構造特殊，處於性別不安定的狀態，對皆人的感應造成身體的女體化（由於這個原因似乎對淺間建人抱持著恨意），其後因怕遲早有一天連「男人的部位」也對皆人產生反應而偷襲皆人而走去行刺御中廣人。抱持著不要有任何葦牙選上自己而自己也不選擇任何葦牙的希望，作為最後一位未羽化的鶺鴒，在去行刺御中廣人時面對眾多襲擊者（先是御子上的秋津及鈿女，後來是冰峨泉的織刃和葛城）而以自己的能力自殺時被不顧一切冒著生命危險衝進火中的皆人羽化而得救。對於自己的葦牙是男人有小小的不滿（因現在變成了女體，所以已經不能再做牛郎了，以及生活有了很大的轉變）。在漫畫第68話中對皆人說出了自己身體的事。
第參階段第參回合皆人所選的鶺鴒。
專用祈禱語：「我的誓約之炎，葦牙將會燃燒罪孽」絕招名稱為「劫火之翼」。
招式「炎龍」、「蛇炎」、「炎之壁」、「炎劍」
與月海的聯手技是「蒸氣爆龍」，與風花的聯手技是「炎嵐」

#### 出雲莊的住戶
淺間美哉（聲：大原沙耶香 / 同左）
161cm 45kg　B-87 W-56 H-87
出雲莊的美女管理員。平常穿著和服的寡婦，每個月的月命日（忌日）都會去亡夫浅間建人的墳墓掃墓（對著風花和焰說自己把建人害死了）。個性非常的温厚，臉上總是帶著親切的微笑。一旦生氣會變得非常恐怖（笑容的背後會浮現般若，有的時候還會出現赤鬼或青鬼，在漫畫第73話中得知這般若的表情最初是出現在浅間建人身邊。），有點黑心及腹黑，經常玩弄皆人，並說皆人是犯罪者以及禽獸（因皆人的鶺鴒不斷增加和皆人有各自不同特色的鶺鴒及全員也是出雲莊的成員，還有基本上只有皆人有交自己的房租），認為皆人十分辛苦，因為身邊的全是怪咖鶺鴒。
身為擅長拔刀術的高手，此外還能輕鬆的用鍋蓋擋下結的正拳，與結或月海的練習總是壓倒性的獲勝，實力非常強大。十握劍是其以前所用的武器，但在和建人離開神座島時捨棄了。
真實身分是鶺鴒編號No.01，像是全部鶺鴒的姐姐一樣（在這裡篝一開始其實是說像「母親」一樣，不過卻在鬼面模式下被迫訂正）。初代懲罰部隊隊長。由於她的強大使得其他鶺鴒或葦牙都不敢惹事、被稱為「北之般若」實質上稱霸帝都北側，鴉羽對她強度的評價是「另一個世界」的層級。
作為No.01是所有鶺鴒的女王，與其他的107羽完全不同層次，在當初被御中發現時就已經是成體，作為唯一的成體並未被羽化甚至可以說不需要羽化，被稱作不算鶺鴒的鶺鴒。過去神座島被侵略時曾在海岸邊以空揮劍的方式斬斷過遠海的軍艦，在得知健人為了制止神器暴走而犧牲後，瞬間就將No.04的鴉羽擊傷到差點死亡的程度。
似乎知道鶺鴒計劃的全部內幕，本意是想親手阻止這件事，不過害怕自己一旦有所行動會引起鴉羽方面也跟著反應，這樣一來會造成帝都的重大破壞而一直未有行動。
在對待初代懲罰部隊長，現時只稱編號No.05的陸奧是老朋友，對陸奧的態度和其他相較的是不同的。
稱小結為天然呆大胃王、草野為幼女、松為眼鏡色胚、月海為行動水龍頭、風花為公然猥褻物。
鈿女（聲：小林優 / 生天目仁美）
163cm 45kg　B-95 W-57 H-90
出雲莊的住戶。住在203號室的鶺鴒。通稱「比禮之鶺鴒」。編號No.10。葦牙是千穗，不過千穗長期住院的關係能相處的時間很少。房間裡有著大量的玩偶裝與Cosplay的服裝，後來全送給風花了。能力是操縱纏在身上的比禮（披帛）來攻擊對手。
被松發現她就是不尊重對手的無名蒙面鶺鴒。一度被結與月海發現而挑起戰端，不過因為風花的突然亂入而成功逃走。
原本討厭作戰的她會做出這種事的原因不明，最後才發現似乎是冰峨泉以千穗的病來脅迫她就範。
在漫畫第95話被皆人知道了自己是蒙面鶺鴒（到了漫畫第95話之前，結及月海還有小草並不知道鈿女就是蒙面鶺鴒）。
在動畫版中最後為了保護小結犧牲自己的生命；漫畫版則為了保護皆人犧牲自己的生命。
專用祈禱語：『我的誓約長巾，葦牙將會撥弄飛舞』，目前只用於消除被她襲擊的鶺鴒背後鶺鴒文，所能產生的絕招不明。個人必殺技為「天衣之舞」。
招式「天衣之舞」

### M・B・I
御中廣人（聲：關俊彦 / 同左）
190cm 67kg
世界數一數二的超大企業M・B・I的社長，於1999年和佐橋高美一起發掘神座島，日後以島上技術成立M.B.I並於2020年發動鶺鴒計劃。從大學開始就被眾人稱為超級天才般的存在，在鶺鴒計劃裡自認為遊戲主持者。
在劇情中透露出是佐橋皆人的父親，但並未與高美結婚，應該是求婚都遭到拒絕。
佐橋高美（聲：- / 伊藤美紀）
162cm 50kg　B-89 W-61 H-92
鶺鴒計劃的主任、皆人的母親。與御中廣人在大学時代有一段孽缘。現在面上留有當時為救草野而被夜見的鐮刀斬傷的傷痕。
壹之宮夏朗（聲：- / 鳥海浩輔）
懲罰部隊的3羽（鴉羽、灰翅、紅翼）的葦牙。28歲，外貌看似輕浮及小小黑心的美型青年，其實是同性戀，據紅翼所說是討厭巨乳，和皆人見面時把M・B・I關於葦牙的秘密告訴了皆人。
因個性看似孤獨且像一名死人，被鴉羽認為與自己相似且不會妨礙自己，才被鴉羽認同是自己的葦牙。在M・B・I遭受外敵攻擊時期，發覺自己只是空無一物的空殼，希望可以改變鴉羽，但遭到鴉羽否定做法。
鴉羽（聲：- / 朴璐美）
174cm 59kg　B-85 W-63 H-91
夏朗的鶺鴒。外號「黑鶺鴒」。編號No.04。初代和第二代懲罰部隊成員。第三代懲罰部隊隊長，和結二人之間有「要殘留到最後剩下我們兩個做最後的決鬥」的約定，其實是因為結女的消失，導致自己殺不了結女，因此希望結能比結女更強，最後再由自己來殺了結。
生性殘忍好鬥，沒有同情心，但實力明顯遠高於一般的鶺鴒，只有No.01美哉及No.08結女的鶺鴒可以與之對抗，時常到處以造成等級4的損傷來殺害弱小的鶺鴒。
因為是M・B・I的專屬鶺鴒，知道情報的速度會快過很多人，知道十分多M・B・I所設立的有關鶺鴒專用的娛樂設施。因此經常找結說有新設施，但鴉羽每次來找結說有新的設施時，鴉羽也是做完懲罰任務，因此鴉羽全身也是濺了其他鶺鴒的血。
後透露出當初用語言慫恿建人犧牲自我拯救全部鶺鴒，再告知美哉過程時差點遭到其殺害，事後一點悔意都沒有還嘲笑建人為笨蛋人類。
專用祈禱語：「以我誓約之刃，將葦牙之怨敵斬盡殺絕」，絕招名稱為「冥之太刀·久怨」。
灰翅（聲：- / 齋賀光希）
169cm 49kg　B-80 W-56 H-89
初登場在漫畫38話。夏朗的鶺鴒。外號「蒼鶺鴒」。第三代懲罰部隊的成員。編號No.104。雙手手指上装著10根鉤爪當作武器，雖然鉤爪十分方便，但一入水中就會變得很難活動。
在漫畫120話中，自己說出自己有懼高症，雖然在戰鬥時會忘記，但當清醒時就會變得害怕。
專用祈禱語：「以我誓約之鉤爪，將葦牙的刑卒削切片裂」，絕招名稱為「閃裂之爪」。
招式「處刑之爪」、「斬獲之爪」
紅翼（聲：- / 伊藤靜）
159cm 44kg　B-77 W-55 H-90
初登場在漫畫38話。夏朗的鶺鴒。外號「緋鶺鴒」。第三代懲罰部隊的成員。編號No.105。知道夏朗是同性戀卻還是愛上他，立志要用愛治好他的性癖，胸部不管如何集中托高也是最多只能是Bcup，因此十分妒忌結的胸部。曾因不想與單位數的月海交手，而想動手殺害皆人。對多次交手但卻未能殺了結感到氣憤，視結為自己最大的眼中釘。
打架的時候喜歡舔舌頭。生氣時會吐舌頭。
專用祈禱語：「以我誓約之掌，將葦牙的烤石拍擊粉碎」，絕招名稱為「爆心」。
招式「激震」、「粉碎」
淺間建人（聲：- /千葉進步）
生前是瀬尾香的好友。曾經是被稱為M・B・I另一位天才的研究員，同時也是初代懲罰部隊的調整者。
一旦生氣會變得非常恐怖（笑容的背後會浮現般若），會有般若的表情最初是出現在建人身邊，美哉應該是之後從建人身邊學的。
與美哉相愛，是美哉認定的亡夫，曾因自己並非是葦牙不能羽化美哉而感到遺憾。
建人的死因是為了拯救所以的鶺鴒而選擇犧牲自己。
沙希（聲：-）
編號No.55。T163,B81,W60,H86。使用日本刀作武器。M.B.I的特殊諜報部員，負責保護帝都。本編未登場。

### 「南」陣營
御子上隼人（聲：- / 福山潤）
161cm 51kg
帝都南側勢力最大的葦牙，有收集癖。利用葦牙的特性到處強迫鶺鴒羽化，似乎是雙性戀，曾被陸奥懷疑是御子上的興趣（如不給秋津穿內褲）。
有學護身術來自保。
父母經常工作而致經常得自己一個，所以怕孤獨一人的。每當自己的鶺鴒戰敗失去機能後都會感到非常生氣，並不是因為戰敗而生氣，而是對失去機能離開自己的鶺鴒感到生氣，可見是一個相當重感情的葦牙。到處尋找鶺鴒也只是想多交朋友。
漫畫番外篇提及是一名天才，很早就在美國跳級讀完大學了，現在於父親的安排下在帝南學院上學，但認為現在的學校很無聊，老師和同學都是白痴。
一直想要脫離這種苦悶枯燥的生活，希望有能改變世界的力量，其後陸奥就出現了，最後就成為陸奥的葦牙。
母親經營企業顧客公司。
夜見（聲：- / 植田佳奈）
163cm 43kg　B-83 W-56 H-89
御子上的鶺鴒。編號No.43。使用死神的大鎌刀（デスサイス）作為武器，但被結給折斷。被結打敗鶺鴒紋消失後被回收。
蜜羽（聲：- / 矢作紗友里）
157cm 43kg　B-80 W-56 H-87
御子上的鶺鴒。編號No.38。長相跟No.39相同。使用鞭子作為武器。在搜索其他未羽化鶺鴒遇到鴉羽，無謀的向鴉羽挑戰，戰敗後被回收。
秋津（聲：- / 小林優）
169cm 47kg　B-89 W-57 H-88
漫畫番外篇提及秋津是在陸奥成為隼人的鶺鴒半年後出場的。
廢棄編號的鶺鴒，鶺鴒紋在額頭。現在是屬於御子上的鶺鴒，能力是操縱冰，與焰的能力相反，實力也不相上下。原本是作為No.07的鶺鴒，但是因為淺間健人已經離開MBI，而接手調整的人員調整失敗，因此力量過強無法控制，於是設定為無法羽化，也無法使用祈禱文的鶺鴒，無家可歸時被御子上收留，意外地會有忘記穿內褲也完全沒發覺的性格。
在漫畫154-155話中為了對抗西的鶺鴒部隊，因此終於被御子上羽化，使出無法控制力量的祝詞，雖將敵人全部擊敗，但超出自身極限而機能停止。後因得到草野的協助而重生。
專用祈禱語：「以我誓約之冰，將葦牙的殃禍，凍結裂碎」，絕招名稱為「冰蝕」。
招式「冰吹雪」、「逆冰柱」、「飛冰柱」
陸奥（聲：- / 松原大典）
185cm 61kg　B-83 W-68 H-83
御子上的鶺鴒，編號No.05，使用刀作為武器，極少數的男性鶺鴒，初代懲罰部隊成員。愛稱在出雲莊中的初代懲罰部隊成員為般若、變態及酒鬼。
原則上在對初代懲罰部隊成員中，只會對美哉禮貌及尊敬，對松及風花等的態度則是非常惡劣，不準風花靠近自己及不準松對自己說話。
不喜歡斬殺女性，以及基本上都不會拔刀來戰。
漫畫番外篇提及原本希望自己的葦牙是妙齡少女，但因感受到隼人的呼喚而去救了被三名不良少年圍打的隼人。
對於陸奥來說，初代懲罰部隊的經歷是黑歷史，特別是和松及風花有關的。
在漫畫第127話中，來幫助被「東」所圍攻的出雲莊，雖然只是在保護美哉（因不想美哉行動，因美哉一旦行動鴉羽也會行動，就有機會令鶺鴒計畫結束）。
專用祈禱語：「以我誓約之大地，將葦牙的領地，拓展穩固」，絕招名稱為「國土牽引之刃」。
招式「破損點」
長谷川
在漫畫番外篇中登場。
御子上家的管家，年記也應相當高了。
應該對現在變得非常開朗的準人感到高興，不過對於準人的鶺鴒不斷增加感到有點無奈。

### 「東」陣營
冰峨泉（聲：竹若拓磨 / 諏訪部順一）
葛城、織刃的葦牙。帝都東側勢力最大的葦牙，被隼人和皆人稱為腹黑的葦牙，是一名足以與M・B・I對抗的企業董事長，但因家族有許多長輩級的幹部而不能完全自主。抱持否定鶺鴒計劃的態度，因此就算被M・B・I認定有葦牙的資格，也不打算遵守敵方陣營設定的規則（如鶺鴒一對一對戰時選擇二對一），身旁有許多被挖角或者被脅迫幫忙的葦牙。
由於千穂在他旗下的醫院接受治療，因此借千穂的生命來控制鈿女。此外，在篝的事件時將由香理與椎菜捕獲並監禁，用意不明。向由香理求婚，認為身為M・B・I的社長御中廣人的女兒由香理比他的鶺鴒椎菜還要有價值。
起初是一名認為鶺鴒只是戰鬥用的葦牙，只需要有商業利益的鶺鴒，不需要打不贏敵人的鶺鴒，但在多次與隼人和皆人交談後，逐漸懷疑自己的做法，以死亡。
胡蝶（聲：-）
柿崎的鶺鴒。編號No.22。跟松一樣是一名駭客高手，技術有時候甚至能打敗松。
葛城（聲：- / 金元壽子）
冰峨泉的鶺鴒。編號No.86。後來被結用熊拳打倒後被回收。
織刃（聲：- / 井口裕香）
冰峨泉的鶺鴒。編號No.101。十分討厭蛇。後來被月海用「潮滿珠」及「終未之海」擊飛。第三階段第三回合替冰鵝泉出戰，奮力抵抗M・B・I的灰翅，在自認毫無勝算後出手攻擊另外兩位參賽的葦牙，失敗後被月海打敗停止機能。
專用祈禱語：『我的誓約飛輪，葦牙將會斬碎害敵』，當使用了祈禱語後就會發動絕招「斬月之舞」。
招式「裂月輪」
柿崎（聲：- / 高橋研二）
冰峨泉的秘書，戴眼鏡，也是葦牙，鶺鴒是胡蝶。
和冰峨在大學時期認識的，之後就成為朋友了。曾在焰尚未羽化前被指派去收服，但遭到小草抵抗而被趕走。

### 「西」陣營
真田西（聲：- / 谷山紀章）
久慈加、屈狸和志志芽的葦牙。暗藏了許多戰鬥力強但不太管的動的鶺鴒做殺手澗，平常只會帶著最可愛的三隻鶺鴒。
以帝都西側為據點，詳細不明。
和瀨尾是以不打不相識而成為朋友。
在漫畫117話中，初次見到美哉就深深地迷上了美哉。

### 其他
佐橋由香理（聲：- / 阿澄佳奈）
比佐橋皆人小兩歲的妹妹（在漫畫第56話中得知為18歲），現在是新東女子大學一年級學生。有著小惡魔般的性格，常常戲弄軟弱的哥哥。兄妹間的感情很好，比任何人都了解哥哥真實的一面。和哥哥不同，小時候就知道父親是誰。初登場時為長頭髮，後來在漫畫第13話再次登場時剪了頭髮。
對美形・美少年非常沒有抵抗力。曾經說出「美少年是國寶」的豪語。為了保護重視的人會對施暴者給予恐怖的制裁。比皆人對異性更加缺乏免疫力，遇到稍微刺激一點的情況就會噴鼻血。過度刺激甚至會暈倒。
在偶然的情況下遇到椎菜並成為他的葦牙，為了幫椎菜找到妹妹草野而積極的進行鶺鴒計劃的戰鬥。在這過程中對於對手絲毫不會手下留情而被稱為「悪魔的葦牙」，在篝的事件時與椎菜一同被冰峨監禁了。後來在房間裡引起大火並與椎菜一起逃離冰峨的房間，重獲自由。
其實在認識椎菜之前就已經在出雲莊内見過草野了，只是她不知道「小草」的本名就是草野。在漫畫131話中得知自己的哥哥就是北之葦牙並知道小草就是出雲莊内見過的草野。
在M・B・I設定的戰鬥舞台中逃脫，且在M・B・I總部遭到攻擊且無任何鶺鴒及兵力可支援時，到M・B・I總部協助防守。
椎菜（聲：- / 石塚さより）
初登場在漫畫13話，極少數的男性鶺鴒，葦牙是佐橋由香理，在漫畫第27話被羽化。編號No.107。非常純真的美少年。擁有讓觸摸到的東西瞬間枯萎（腐敗）的能力，在詠唱祝詞的情況下使出的絕技「死亡花園（デス・ガーデン）」有將八嶋的武器瞬間粉碎，同時讓八嶋的機能停止的威力。與持有同系統能力的草野是兄妹關係。草野總是叫他小椎，感情非常好。
為了尋找下落不明的草野，與由香理一起參與鶺鴒計劃。由於強大的力量被稱為「死神的鶺鴒」與由香理成為北區僅次於出雲莊「北之般若」的強力組合。
與由香理互相喜歡對方，不過只要一擁抱由香理就會噴鼻血倒下。
曾因由香理被囚禁的關係，被迫聽命冰峨的命令去襲擊第參階段奪取神器的優勝者。
專用祈禱語：『我的誓約之骸，葦牙將會腐朽十字架』，絕招名稱為「世界盡頭花園」，能產生大範圍面積的腐敗範圍，以此招擊退NO.05的陸奧。
招式「死之庭」
在漫畫130、131話中終於見到了草野並重逢了。
瀨尾香（聲：中井和哉 / 小西克幸）
185cm、65kg
光&響的葦牙。浅間建人的好友。在打工的工地現場認識佐橋皆人。大學讀了6年還沒畢業卻為了打工完全不去上課，除此之外還要光＆響幫著打工賺錢，缺錢時就到出雲莊去吃閒飯，被美哉稱為「人渣」，表面上看起來不修邊幅、對錢很現實又缺乏口德，其實是一位很熱心又很有正義感的人，瞧不起強制羽化鶺鴒的葦牙。出雲莊201號室的暗門就是他做的。似乎與其他的葦牙不同，擁有著特別的能力，能力是由建人給的，不過是建人強行給的，在M・B・I的實驗室中強行調整，能力是「駕馭一切未交合的生物」，似乎是碰觸到鶺鴒時，會讓鶺鴒失去力氣以及反抗的能力（例如：月海以及漫畫中"西之真田"的鶺鴒）。
因把M・B・I給的信用卡中的金額全用光而過著貧窮的生活。雖然該卡號稱是沒有使用上限，但是如果一次就花超過一千萬日圓就會被停用。
光‧響（聲：甲斐田裕子・根谷美智子 / 同左）
166cm 58kg　B-93/79 W-58 H-90
瀬尾香的雙胞胎鶺鴒。光是編號No.11而響是編號No.12。經常穿著打工的制服，戰鬥時通常會換穿緊身衣。黒服・巨乳個性容易激動的光與貧乳無口的響一起行動。二人的能力都是操縱雷電。違反規則專門襲擊羽化前的鶺鴒，其真正的目的是「不讓羽化前的鶺鴒捲入鶺鴒計劃」，可是由於焰妨害沒有一次成功。鶺鴒多半有著MBI配發的現金卡卻不使用，為了瀬尾的生活費不分日夜努力的打工，每次都被敵對鶺鴒嘲笑是「人渣葦牙的～」的苦命姐妹。雖然常常與瀨尾吵架，其實兩姐妹很愛他，當瀬尾在一時氣憤下想強迫羽化月海時憤怒的罵他「花花公子！」並教訓了他一頓。
在M・B・I設定的舞台中被結扔出場外，目前與瀨尾都在監視船上。
兩人一起專用祈禱語：『我們的誓約迅雷，葦牙將會刺穿災厄』，絕招名稱『神鳴』，需兩人一起使出，曾差點以此絕招擊敗月海。
招式「雷」、「針立之雷」、「蜘蛛之絲」
谷川（聲：-）
八嶋的葦牙，對八嶋施加著拳打腳踢等的暴行，八嶋被打敗後被由香理制裁。後找津田沼修與習志野去報仇。
八嶋（聲：- / 日笠陽子）
158cm 42kg　B-85 W-55 H-86
谷川的鶺鴒。編號No.84。使用大槌作為武器。被她的葦牙虐待，在與椎菜的戰鬥中被「死亡花園」擊中戰敗。
專用祈禱語：『我的誓約之鎚，葦牙將會擊碎敵人』，絕招名稱為『超重力鐵鎚』，但不敵椎菜的「死亡花園」，武器被整個腐蝕掉。
鷸遙（聲：- / 岡本信彥）
166cm 54kg
初登場在漫畫31話。在漫畫37話中得知是20歲。久能的葦牙，與皆人一樣是重考生，長著娃娃臉的熱血青年。老家在京都。和皆人一樣都報考新東帝都大學連續落榜2次，住在皆人和結最初居住的房間，身上發生的事很多都和皆人這重考生一樣（也是沒什麼朋友），只有鶺鴒的樣貌和身材及能力是不同的，因此十分羨慕皆人，喜歡幫久能的能力取一些怪名字。
最後皆人一行人協助下，和久能一起成功逃離帝都。
在與久能逃出後，不顧家人反對與久能交往，從別的逃跑鶺鴒那得知皆人的近況，在得知M・B・I總部遇襲時回去協助防守。
久能（聲： - / 明坂聰美）
157cm 43kg　B-80 W-56 H-88
初登場在漫畫31話。鷸遙的鶺鴒（在漫畫第36話被羽化）。編號No.95。號稱是最弱的鶺鴒，唯一的武器是大音量的哭聲，大家總是叫她「無能」。
專用祈禱文：『我的誓約之歌，葦牙將會光照大道』，被鷸遙擅自取名為：『軟趴趴之歌』，用此絕招讓兩位懲罰部隊的鶺鴒頓時軟弱無力昏昏欲睡甚至喪失戰意，但這招是敵我兩方都會軟弱無力昏昏欲睡甚至喪失戰意，可以說這招是一招雙刃劍。
與鷸遙交往，從別的逃跑鶺鴒那得知皆人的近況，在得知M・B・I總部遇襲時回去協助防守。
但此招無法持久，久能體力不支時就會吐血而軟倒在地。
結女（聲：- / 早見沙織）
初登場在漫畫47話。有「缘（えにし）之鶺鴒」「懲罰部隊筆頭」稱號的謎之鶺鴒。編號No.08。第二代懲罰部隊隊長。鴉羽對她強度的評價是「違規」的層級。
從鴉羽那得知過去是一個很開朗的鶺鴒，因鴉羽獨自在懲罰部隊就決定要幫忙鴉羽，試圖改變孤獨的鴉羽內心中的黑暗，在結還小被綁架時救出結，結失去機能後把自己的核心給了結，此舉在鴉羽眼中是極為不智，也造成了鴉羽對結的不滿，甚至一度想殺了復活後的結，但也造成了鴉羽與結的約定。
在結遭紅翼暗算而停止機能死亡時，在皆人的呼喚下，結突然復活並且腹部出現鶺鴒紋及08字碼，自稱為No.08的結女。
以超強實力將紅翼瞬間擊退，之後字碼消失並恢復為結，高美對此百般不解並強調08號並不存在，目前一切都是謎。原本鴉羽認為只要把結傷害到瀕死結女就會出現來對抗敵人，但結對鴉羽稱說結女已經不在，結女的精神已經完全與結同化。
津田沼修（聲：川田紳司 / 未定）
習志野的葦牙。曾收受賞金而去找由香理報仇但失敗，後在M・B・I總部遇襲時出來協助防守。
習志野（聲：高橋美佳子 / 未定）
津田沼的鶺鴒。編號No.74。曾收受賞金而去找由香理報仇但失敗，後在M・B・I總部遇襲時出來協助防守。
大角折彥（聲：未定 / 未定）
初登場在漫畫第63話中的某一格，正式登場在漫畫第118話。原本打算當一個普通人，遇到鹿火時雖有奇妙的感覺，但因不想打破平靜的生活所以迴避鹿火，直到鹿火遇到小混混才出面，後得到焰的幫忙才獲救，並決定幫助鹿火羽化，成為葦牙後很愛鹿火。曾在皆人遇到危機時挺身幫忙，認為No.6的葦牙也是自己的救命恩人。
鹿火的葦牙。性格和皆人差不多相似。
鹿火（聲：未定 / 未定）
初登場在漫畫第63話中的某一格，正式登場在漫畫第118話。
編號No.87。外表和結很相似，服裝也是巫女服裝，但不同在於鹿火的巫女服裝並不是迷你裙風格。
與小結為好友，並有鶺鴒的約定－如果哪邊成了最後一羽，就把折翼的鶺鴒們在一次的解放到自由的空中。
小時候曾與結一起被綁架，結失去了機能但鹿火被鴉羽救回來，因太弱小被鴉羽瞧不起，多年後鴉羽甚至不記得名字。希望鴉羽能看到進步後的自己，最終戰鬥完被鴉羽記住了名字。
在和大角折彥結識前曾為了尋找葦牙在路上詢問每個經過的人，因此受到小混混假扮葦牙欺騙，幸得焰所救，所以到了現在也一直想報答被焰所救的恩情。
專用祈禱語：『我的誓約之舞，將葦牙之災橫掃一空』絕招名稱為「鶺鴒神樂·比翼之舞」。
使用祝詞後曾壓制住過鴉羽，然而在漫畫147話中被鴉羽打敗而停止機能後被回收。

### 遊戲原創角色
甲屋怜治
聲優：中村悠一

來瀨
聲優：戶松遙
編號NO.54。武器使用長槍。甲屋憐治的鶺鴒。
夜半
聲優：高垣彩陽
編號NO.57。有使用影子瞬間移動的能力。甲屋怜治的鶺鴒。

## 鶺鴒目錄
| 編號   | 名字     | 陣營      | 葦牙       | 調整者   | 備註                                                                                   |
| ------ | -------- | --------- | ---------- | -------- | -------------------------------------------------------------------------------------- |
| No.01  | 美哉     | 北        |            | 淺間健人 | 初代懲罰部隊隊長；被所有鶺鴒敬畏，名副其實的最強一羽，唯一的成體，被稱作不是鶺鴒的鶺鴒 |
| No.02  | 松       | 北        | 佐橋皆人   | 淺間健人 | 初代懲罰部隊成員                                                                       |
| No.03  | 風花     | 北        | 佐橋皆人   | 淺間健人 | 初代懲罰部隊成員                                                                       |
| No.04  | 鴉羽     | M.B.I懲罰 | 壹之宮夏朗 | 淺間健人 | 初代和第二代懲罰部隊成員。第三代懲罰部隊隊長                                           |
| No.05  | 陸奧     | 南        | 御子上隼人 | 淺間健人 | 初代懲罰部隊成員                                                                       |
| No.06  | 焰       | 北        | 佐橋皆人   | 淺間健人 | 通常狀態下是男性，但因為身體特殊，性別會因為外界刺激而改變，被皆人羽化後固定為女性     |
| No.07  | 秋津     | 南        | 御子上隼人 |          | 因力量過大而被處理為廢棄編號，因此無法羽化                                             |
| No.08  | 結女     | 北        |            |          | 與結的精神共存、有可能改變 第二代懲罰部隊隊長                                          |
| No.09  | 月海     | 北        | 佐橋皆人   | 宮島     |                                                                                        |
| No.10  | 鈿女     | 北→東     | 日高千穗   | 淺間健人 |                                                                                        |
| No.11  | 光       | 北        | 瀨尾香     | 淺間健人 |                                                                                        |
| No.12  | 響       | 北        | 瀨尾香     | 淺間健人 |                                                                                        |
| No.13  | 天羽     |           | 屋代伊月   |          |                                                                                        |
| No.14  | 千與     | 西        | 真田 西    |          |                                                                                        |
| No.15  | 日姬子   | 南        | 御子上隼人 |          |                                                                                        |
| No.16  | 豊玉     | 東        | 冰峨泉     |          |                                                                                        |
| No.17  | 夕那     | 西        | 真田 西    |          |                                                                                        |
| No.18  | 壹哉     | 東        | 冰峨泉     |          |                                                                                        |
| No.19  | 伊岐     |           |            |          |                                                                                        |
| No.20  | 二十重   | 西        | 真田 西    |          |                                                                                        |
| No.22  | 胡蝶     | 東        | 柿崎       |          |                                                                                        |
| No.27  | 丹南     |           | 武藤       |          |                                                                                        |
| No.28  | 丹羽     |           | 武藤       |          |                                                                                        |
| No.31  | 紗緯     | 東        | 冰峨泉     |          |                                                                                        |
| No.38  | 蜜羽     | 南        | 御子上隼人 |          |                                                                                        |
| No.39  | 蜜姬     | 南        | 御子上隼人 |          |                                                                                        |
| No.40  | 鵐       | 東        | 冰峨泉     |          |                                                                                        |
| No.43  | 夜見     | 南        | 御子上隼人 |          |                                                                                        |
| No.44  | 夜管     |           |            |          |                                                                                        |
| No.54  | 來瀨     |           | 甲屋憐治   |          | PS2內登場                                                                              |
| No.55  | 沙季     | M.B.I諜報 |            |          | 本編未登場                                                                             |
| No.56  | 朱魏     |           | 冷水       |          | 本編未登場（動畫版・DVD特典小說登場）                                                  |
| No.57  | 夜半     |           | 甲屋憐治   |          | PS2內登場                                                                              |
| No.62  | 廻衣     | 東        | 冰峨泉     |          |                                                                                        |
| No.65  | 多姬     | 南        | 御子上隼人 |          |                                                                                        |
| No.72  | 夏       |           |            |          | （於動畫版出現）                                                                       |
| No.73  | 波路     |           | 高野廣次   |          |                                                                                        |
| No.74  | 習志野   |           | 津田沼修   |          | 本編未登場（2007年廣播劇CD出現）                                                       |
| No.75  | 捺花     |           |            |          |                                                                                        |
| No.78  | 七葉     |           | 日村容一   |          |                                                                                        |
| No.79  | 名稱不明 | 東        | 冰峨泉     |          |                                                                                        |
| No.82  | 玻璃     |           | 國滿浩之   |          |                                                                                        |
| No.84  | 八嵨     |           | 谷川純一   |          |                                                                                        |
| No.86  | 葛城     | 東        | 冰峨泉     |          |                                                                                        |
| No.87  | 鹿火     |           | 大角折彥   |          |                                                                                        |
| No.88  | 結       | 北        | 佐橋皆人   | 佐橋高美 |                                                                                        |
| No.95  | 久能     |           | 鷸遙       |          | 輟學（已逃離帝都）                                                                     |
| No.101 | 織刃     | 東        | 冰峨泉     |          |                                                                                        |
| No.104 | 灰翅     | M.B.I懲罰 | 壹之宮夏朗 |          | 第三期懲罰部隊成員                                                                     |
| No.105 | 紅翼     | M.B.I懲罰 | 壹之宮夏朗 |          | 第三期懲罰部隊成員                                                                     |
| No.106 | 志志芽   | 西        | 真田 西    |          |                                                                                        |
| No.107 | 椎菜     |           | 佐橋由佳裡 | 佐橋高美 |                                                                                        |
| No.108 | 草野     | 北        | 佐橋皆人   | 佐橋高美 |                                                                                        |
| No.??  | 久慈加   | 西        | 真田 西    |          |                                                                                        |
| No.??  | 屈狸     | 西        | 真田 西    |          |                                                                                        |
| No.??  | 九條     | 東        | 冰峨泉     |          |                                                                                        |
| No.??  | 美海     |           | 武藤       |          |                                                                                        |
| No.??  | 忍穗     | 東        | 冰峨泉     |          |                                                                                        |

## 用語
鶺鴒計畫
2020年M.B.I社長御中廣人所發動的計畫，讓108隻鶺鴒在新東京都展開死鬥。為了作為鶺鴒們的戰場，新東帝都被封鎖，只有普通人能自由進出。
鶺鴒
鶺鴒計劃的中心。共有108羽，其中1羽是成體、8羽是幼兒、99羽是胚胎、一共108羽鶺鴒。為了給葦牙引導到嵩天而被放出。外觀是人，有共通的鶺鴒紋，每一隻都有不同的戰鬥能力。大部分是女性，也存在男性的鶺鴒。對葦牙的出現會有反應，必須靠接吻等的黏膜接觸使之羽化。以及鶺鴒心思及靈魂都會顯示在能力上面，憤怒、憎恨、喜悅、悲傷及戀愛情感等等，當這些感情改變的幅度越大，能力受到的影響也會越顯著。
鶺鴒調整
鶺鴒調整必須在幼時進行，成年之後就不需要。
祈禱語
鶺鴒加強自身力量或是使另一個鶺鴒停止機能所使用的咒語。若是要增強力量需要和葦牙進行黏膜接觸；停止鶺鴒機能則需要觸碰對方的鶺鴒紋。每個鶺鴒都有自己專屬的祈禱語。
葦牙
鶺鴒的生存意義，葦牙能夠幫助鶺鴒使用祈禱語。而如果葦牙死了的話，葦牙所羽化的鶺鴒會全部機能停止，但葦牙死亡鶺鴒就會機能停止的這一件事是M.B.I的秘密，所以只有少數葦牙知道，皆人是在和夏朗見面時夏朗覺得好玩而說出來的。

## 出版書籍
| 集數 | 史克威爾艾尼克斯 | 史克威爾艾尼克斯       | 尖端出版社     | 尖端出版社             | 天下出版       | 天下出版               |
| 集數 | 發售日期         | ISBN                   | 發售日期       | EAN / ISBN             | 發售日期       | ISBN                   |
| ---- | ---------------- | ---------------------- | -------------- | ---------------------- | -------------- | ---------------------- |
| 1    | 2005年6月25日    | ISBN 978-4-7575-1457-7 | 2006年11月14日 | EAN 471-7702-20770-0   | 2006年9月15日  | ISBN 988-215-103-5     |
| 2    | 2005年10月25日   | ISBN 978-4-7575-1553-6 | 2006年12月13日 | EAN 471-7702-20805-9   | 2006年10月30日 | ISBN 988-215-147-7     |
| 3    | 2006年5月25日    | ISBN 978-4-7575-1684-7 | 2007年1月22日  | EAN 471-7702-20831-8   | 2006年11月30日 | ISBN 988-215-177-9     |
| 4    | 2007年1月25日    | ISBN 978-4-7575-1933-6 | 2007年4月21日  | EAN 471-7702-20979-7   | 2007年4月25日  | ISBN 978-988-215-299-1 |
| 5    | 2007年7月25日    | ISBN 978-4-7575-2051-6 | 2007年11月20日 | EAN 471-7702-21570-5   | 2007年11月     | ISBN 978-988-215-454-4 |
| 6    | 2008年3月25日    | ISBN 978-4-7575-2243-5 | 2008年6月13日  | EAN 471-7702-21956-7   | 2008年6月      | ISBN 978-988-215-697-5 |
| 7    | 2008年7月25日    | ISBN 978-4-7575-2329-6 | 2008年11月6日  | EAN 471-7702-22164-5   | 2008年11月     | ISBN 978-988-215-780-4 |
| 8    | 2009年2月25日    | ISBN 978-4-7575-2498-9 | 2009年4月13日  | EAN 471-7702-22512-4   | 2009年5月      | ISBN 978-988-215-937-2 |
| 9    | 2009年12月25日   | ISBN 978-4-7575-2757-7 | 2010年3月23日  | EAN 471-7702-23191-0   | 2010年4月      | ISBN 978-988-803-143-6 |
| 10   | 2010年6月25日    | ISBN 978-4-7575-2914-4 | 2010年9月22日  | EAN 471-7702-23562-8   | 2010年9月      | ISBN 978-988-803-280-8 |
| 11   | 2010年12月25日   | ISBN 978-4-7575-3105-5 | 2011年5月6日   | EAN 471-7702-23977-0   | 2011年3月      | ISBN 978-988-809-637-4 |
| 12   | 2011年10月25日   | ISBN 978-4-7575-3397-4 | 2012年1月13日  | EAN 471-7702-24579-5   | 2011年12月     | ISBN 978-988-809-865-1 |
| 13   | 2012年7月25日    | ISBN 978-4-7575-3674-6 | 2012年11月15日 | EAN 471-7702-25222-9   | 2012年11月     | ISBN 978-988-810-031-6 |
| 14   | 2013年3月25日    | ISBN 978-4-7575-3909-9 | 2013年7月23日  | EAN 471-7702-25531-2   | 2013年9月27日  | ISBN 978-988-821-366-5 |
| 15   | 2013年11月25日   | ISBN 978-4-7575-4142-9 | 2014年4月11日  | EAN 471-7702-26037-8   | 2014年4月1日   | ISBN 978-988-8214-54-9 |
| 16   | 2014年6月25日    | ISBN 978-4-7575-4312-6 | 2014年11月17日 | EAN 471-7702-26393-5   | 2015年1月20日  | ISBN 978-988-8215-40-9 |
| 17   | 2015年3月25日    | ISBN 978-4-7575-4549-6 | 2015年9月8日   | ISBN 978-957-106-131-3 | 2015年7月4日   | ISBN 978-988-8215-71-3 |
| 18   | 2015年10月24日   | ISBN 978-4-7575-4772-8 | 2016年4月7日   | ISBN 978-957-106-601-1 | 2016年3月1日   | ISBN 978-988-8216-215  |
| 19   | 2018年4月25日    | ISBN 978-4-7575-5711-6 |                |                        |                |                        |

插畫集
2007年7月25日發售、ISBN 978-4-7575-2039-4

## 电视动画
第1季於2008年7月到9月在獨立UHF放送局播放。高清製作。劇情大致涵蓋漫畫第1話─第50話。
第2季於2010年7月到9月播放，全13話。

### 制作人员
- 監督：草川啓造
- 脚本：吉岡孝夫
- 角色设计：友岡新平
- 美術監督：東潤一
- 美術設定：泉寬
- 色彩设计：、篠原愛子
- 撮影監督：中山敦史
- 編集：布施由美子、野尻由紀子（ウィンズ）
- 音樂：佐野廣明
- 音響監督：明田川仁（マジックカプセル）
- 效果：高梨繪美（eNa）
- 音響制作：
- 动画制作：Seven Arcs
- 製作：

### 主題曲
第1季
片頭曲

歌：結（早見沙織）、月海(井上麻里奈)、草野(花澤香菜)、松(遠藤綾)；作、編曲：神前暁（MONACA）；作詞：ヤスカワショウゴ；Strings Arrangement：高田龍一
片尾曲
「Dear sweet heart」（2-10話、12話）
歌：結（早見沙織）、月海（井上麻里奈）、草野(花澤香菜)、松(遠藤綾)；作、編曲：神前暁（MONACA）；作詞：ヤスカワショウゴ
「きみを想うとき」（11話）
歌：結（早見沙織）；作詞：安川正吾；作曲、編曲：岡部啓一 (MONACA)
第2季
片頭曲
「白翼ノ誓約〜Pure Engagement〜」
作詞：ヤスカワショウゴ；作曲：岡部啓一（MONACA）；編曲：岡部啓一、高田龍一（MONACA）；歌：結(早見沙織)、月海(井上麻里奈)、草野(花澤香菜)、松（遠藤綾)
片尾曲
「おんなじきもち」（1話 - 9話、11話 - 13話）
作詞：meg rock；作曲、編曲：神前暁；歌：結(早見沙織)、月海(井上麻里奈)、草野(花澤香菜)、松(遠藤綾)
「おぼえているから」（10話）
作詞：ヤスカワショウゴ；作曲、編曲：岡部啓一 (MONACA)；歌：結(早見沙織)
Strings Arrangement：高田龍一 (MONACA)
插入曲
「Change the World」(改變世界)（13话）
作词：ヤスカワショウゴ
作曲、编曲：冈部启一 (MONACA)
歌：结（早见沙织）

### 各話標題
| 話數            | 日文標題   | 中文標題   | 劇本     | 分鏡                       | 演出                | 作画監督                   | ED中登场的角色                                              |
| 第1季           | 第1季      | 第1季      | 第1季    | 第1季                      | 第1季               | 第1季                      | 第1季                                                       |
| --------------- | ---------- | ---------- | -------- | -------------------------- | ------------------- | -------------------------- | ----------------------------------------------------------- |
| 第壹羽          |            | 鶺鴒女神   | 吉岡孝夫 | 草川啓造                   | 草川啓造            | 友岡新平                   | -                                                           |
| 第貳羽          |            | 新屋之門   | 吉岡孝夫 | 吉田泰三                   | 吉田泰三            | 小森篤                     | 結                                                          |
| 第參羽          |            | 綠之少女   | 吉岡孝夫 | 草川啓造                   | 中山敦史            | 橋本貴吉                   | 草野                                                        |
| 第四羽          | 出雲荘奇談 | 出雲莊奇談 | 吉岡孝夫 | 福田道生                   | 園田雅裕            | 玉木慎吾                   | 松                                                          |
| 第五羽          |            | 水之鶺鴒   | 吉岡孝夫 | 草川啓造                   | 小平麻紀            | 大城勝                     | 月海                                                        |
| 第六羽          |            | 出雲莊花軍 | 吉岡孝夫 | 齊藤良成                   | 齊藤良成            | 齊藤良成                   | 光&響                                                       |
| 第七羽          |            | 黑之鶺鴒   | 吉岡孝夫 | 靜野孔文                   | 中山敦史            | 小森篤                     | 御中                                                        |
| 第八羽          |            | 封閉的帝都 | 吉岡孝夫 | 草川啓造                   | 吉田泰三            | 友岡新平                   | 風花                                                        |
| 第九羽          |            | 領巾與風   | 吉岡孝夫 | 井上修                     | 小平麻紀            | 橋本貴吉                   | 鈿女                                                        |
| 第十羽          |            | 逃離前夜   | 吉岡孝夫 | 福田道生                   | 奥野耕太            | 玉木慎吾 大城勝            | 瀬尾                                                        |
| 第十一羽        |            | 鶺鴒紋消失 | 吉岡孝夫 | 山口吾郎                   | 中山敦史            | 小森篤 齊藤良成            | -                                                           |
| 最終羽          |            | 緣之鶺鴒   | 吉岡孝夫 | 草川啓造                   | 草川啓造            | 友岡新平                   | -                                                           |
| OVA             |            | 第一次外出 | 吉岡孝夫 |                            |                     |                            |                                                             |
| 第2季           |            |            |          |                            |                     |                            |                                                             |
| 第零羽 閒話貳題 |            | 鶺鴒體檢   | 吉岡孝夫 | 吉田泰三                   | 吉田泰三            | 北村友幸                   | -                                                           |
| 第零羽 閒話貳題 |            | 鶺鴒療養所 | 吉岡孝夫 | 吉田泰三                   | 吉田泰三            | 吉成鋼                     | -                                                           |
| 第壹羽          |            | 沉靜的預兆 | 吉岡孝夫 | 友岡新平                   | 友岡新平            | 友岡新平                   | 御子上-陸奥 千穂-鈿女 ユカリ-椎菜 皆人-結                   |
| 第貳羽          |            | 起風了     | 吉岡孝夫 | 大脊戸聡                   | 大脊戸聡            | 丸山隆 伊東克修 新家由貴男 | 真田-くじか・くずり・しじめ 千穂-鈿女 ユカリ-椎菜 皆人-月海 |
| 第參羽          |            | 風的答复   | 吉岡孝夫 | 玉木慎吾                   | 玉木慎吾            | 玉木慎吾                   | 瀬尾-光・響 千穂-鈿女 ユカリ-椎菜 皆人-風花                 |
| 第四羽          |            | 最后的一羽 | 吉岡孝夫 | 福本潔                     | 福本潔              | 山本真嗣                   | 夏朗-紅翼・灰翅 千穂-鈿女 ユカリ-椎菜 皆人-松               |
| 第五羽          |            | 火之鹡鸰   | 吉岡孝夫 | 小平麻紀                   | 小平麻紀            | 清水空翔                   | 御子上-陸奥 千穂-鈿女 ユカリ-椎菜 皆人-草野                 |
| 第六羽          |            | 交合之语   | 吉岡孝夫 | うえだひでひと 友岡新平    | 岡辰也              | 山本善哉                   | 真田-くじか・くずり・しじめ 千穂-鈿女 ユカリ-椎菜 皆人-焔   |
| 第七羽          |            | 遥远的故事 | 吉岡孝夫 | 青柳宏宜                   | 青柳宏宜            | 橋本貴吉                   | 瀬尾-光・響 千穂-鈿女 ユカリ-椎菜 皆人-結                   |
| 第八羽          |            | 草之游戏   | 吉岡孝夫 | 島津裕行                   | 津田尚克            | 相坂直紀 伊東克修          | 夏朗-紅翼・灰翅 千穂-鈿女 ユカリ-椎菜 皆人-月海             |
| 第九羽          |            | 羁绊种种   | 吉岡孝夫 | 小平麻紀                   | 小平麻紀            | 砂川正和                   | 御子上-陸奥 千穂-鈿女 ユカリ-椎菜 皆人-松                   |
| 第十羽          |            | 空之尽头   | 吉岡孝夫 | 福田道生                   | 青柳宏宜            | 玉木慎吾 坂田理            | -                                                           |
| 第十一羽        |            | 祭典的準備 | 吉岡孝夫 | くるおひろし               | くるおひろし 玉田博 | 野道佳代 谷口繁則          | 真田-くじか・くずり・しじめ 千穂-鈿女 ユカリ-椎菜 皆人-草野 |
| 第十二羽        |            | 乱鬥之塔   | 吉岡孝夫 | 島津裕行                   | 信田ユウ 中山敦史   | 橋本貴吉                   | 瀬尾-光・響 千穂-鈿女 ユカリ-椎菜 皆人-風花                 |
| 第十三羽        |            | 真实之绊   | 吉岡孝夫 | 福田道生 島津裕行 草川啓造 | 草川啓造            | 友岡新平                   | -                                                           |

### 播放電視台
| 播放地區   | 播放電視台     | 播放日期                  | 播放時間（UTC+9）                     | 所屬電視網            |
| 第1季      | 第1季          | 第1季                     | 第1季                                 | 第1季                 |
| ---------- | -------------- | ------------------------- | ------------------------------------- | --------------------- |
| 東京都     | 東京都會電視台 | 2008年7月2日 - 9月17日    | 星期三 23時30分 - 24時00分            | 独立UHF局             |
| 千葉縣     | 千葉電視台     | 2008年7月5日 - 9月20日    | 星期六 25時35分 - 26時05分            | 独立UHF局             |
| 神奈川縣   | 神奈川電視台   | 2008年7月5日 - 9月20日    | 星期六 26時30分 - 27時00分            | 独立UHF局             |
| 埼玉縣     | 埼玉電視台     | 2008年7月7日 - 9月22日    | 星期一 26時00分 - 26時30分            | 独立UHF局             |
| 京都府     | KBS京都        | 2008年7月8日 - 9月23日    | 星期二 25時30分 - 26時00分            | 独立UHF局             |
| 兵庫縣     | SUN電視台      | 2008年7月8日 - 9月23日    | 星期二 26時10分 - 26時40分            | 独立UHF局             |
| 中京廣域圈 | 名古屋電視台   | 2008年7月9日 - 10月1日    | 星期三 26時50分 - 27時20分            | 朝日電視網            |
| 福岡縣     | TVQ九州放送    | 2008年7月9日 - 9月24日    | 星期三 26時08分 - 26時38分            | 東京電視網            |
| 北海道     | TV北海道       | 2008年7月11日 - 9月26日   | 星期五 26時30分 - 27時00分            | 東京電視網            |
| 日本全国   | AT-X           | 2008年10月11日 - 12月27日 | 星期六 10時30分 - 11時00分 （有重播） | CS放送 （東京電視網） |
| 第2季      |                |                           |                                       |                       |
| 東京都     | 東京都會電視台 | 2010年7月4日 - 9月26日    | 星期日 23時30分 - 24時00分            | 独立UHF局             |
| 京都府     | KBS京都        | 2010年7月6日 - 9月28日    | 星期二 25時00分 - 25時30分            | 独立UHF局             |
| 福岡縣     | TVQ九州放送    | 2010年7月6日 - 9月28日    | 星期二 26時23分 - 26時53分            | 東京電視網            |
| 北海道     | 北海道電視台   | 2010年7月7日 -            | 星期三 26時20分 - 26時50分            | 東京電視網            |
| 中京廣域圈 | 名古屋電視台   | 2010年7月7日 -            | 星期三 27時09分 - 27時39分            | 朝日電視網            |
| 兵庫縣     | SUN電視台      | 2010年7月8日 -            | 星期四 26時10分 - 26時40分            | 独立UHF局             |
| 日本全國   | NICONICO動畫   | 2010年7月9日 -            | 星期五 3時00分更新                    | 網路電視              |
| 日本全國   | AT-X           | 2010年7月15日 -           | 星期四 9時30分 - 10時00分 （有重播）  | CS放送 （東京電視網） |

## 遊戲
2009年10月29日由Alchemist發售PlayStation 2平台冒險類型遊戲。

## 外部連結
- セキレイ | 作品紹介 | ヤングガンガン YOUNG GANGAN OFFICIALSITE （页面存档备份，存于）
- テレビアニメ「セキレイ」公式サイト （页面存档备份，存于）
- テレビアニメ「セキレイ〜Pure Engagement〜」公式サイト （页面存档备份，存于）
- TOKYO MX * アニメ「セキレイ」 （页面存档备份，存于）
- TOKYO MX * アニメ「セキレイ〜Pure Engagement〜」 （页面存档备份，存于）
- Alchemist「セキレイ 〜未来からのおくりもの〜」，存于
- セキレイチャンネル （页面存档备份，存于） - ニコニコチャンネル
- 鶺鴒計画的X（前Twitter）